# Vannaire
Vannaire é uma comuna francesa na região administrativa da Borgonha-Franco-Condado, no departamento de Côte-d'Or. Estende-se por uma área de 3,45 km². Em 2010 a comuna tinha 54 habitantes (densidade: 15,7 hab./km²).